# Nossa Senhora da Piedade (Ourém)
A Freguesia de Nossa Senhora da Piedade é uma freguesia portuguesa do Município de Ourém, com 20,52 km² de área e 7250 habitantes (censo de 2021)., tendo, por isso, uma densidade populacional de 353,3 hab./km².

## Demografia
Nota: Nos censos de 1864 a 1960 aparece como Ourém (Nossa Senhora da Visitação). Com lugares desta freguesia foram criadas em 1928 as freguesias de Alburitel e Gondemaria e em  1933 a freguesia de Atouguia.
A população registada nos censos foi:
| Distribuição da população por grupos etários | Distribuição da população por grupos etários | Distribuição da população por grupos etários | Distribuição da população por grupos etários | Distribuição da população por grupos etários |
| -------------------------------------------- | -------------------------------------------- | -------------------------------------------- | -------------------------------------------- | -------------------------------------------- |
| Ano                                          | 0-14 Anos                                    | 15-24 Anos                                   | 25-64 Anos                                   | > 65 Anos                                    |
| 2001                                         | 1332                                         | 941                                          | 3563                                         | 876                                          |
| 2011                                         | 1257                                         | 873                                          | 3933                                         | 1154                                         |
| 2021                                         | 1037                                         | 858                                          | 3851                                         | 1504                                         |

## História
O topónimo desta freguesia era Aldeia da Cruz devido, segundo a tradição oral, a uma cruz erguida a mando de D. Nuno Álvares Pereira em memória de seu irmão. Esta cruz ainda hoje existe junto à Quinta dos Namorados. Segundo a imprensa local de Ourém, a designação «Namorados» teria por origem uma lenda: «No sopé do monte onde está a Quinta dos Namorados. Existiu aqui a Fonte dos Namorados, célebre nas tradições deste povo que nos conta que, numa bela manhã, em tempos muitos distantes, ali passaram o dia, conversando, dois namorados, ele com uma grade aos ombros e ela com uma bilha de água à cabeça, sem nenhum deles se lembrar de arrear estes pesados objetos, tal era o enlevo em que se achavam aquelas almas».
O lugar de Aldeia da Cruz veio a crescer e a tornar-se em Vila Nova de Ourém, mais tarde sede de concelho e depois na cidade de Ourém, sede do atual município. 
Foi nesta freguesia, no lugar de Aldeia da Cruz, que a 17 de Novembro de 1826 faleceu Manuel Vieira da Silva, 1º Barão de Alvaiázere, médico do rei D. João VI, sendo sepultado na sua igreja.
A freguesia não escapou ilesa às aterradoras invasões francesas, nomeadamente a Terceira Invasão Francesa de 1810, vendo destruídos grande parte dos seus arquivos e coleções privadas. Apenas algumas casas da vila escaparam à destruição. Dos registos paroquiais desta freguesia anteriores a 1811 apenas sobraram parte dum livro de baptismos correspondente a meses de 1803, e parte dum livro de óbitos entre 1795 e 1804.

## Política

### Eleições autárquicas (Câmara Municipal)[6][7]
| Data | %     | %     | %     | %    | %     | %         |
| Data | PSD   | CDS   | PS    | CDU  | Indep | Abstenção |
| 2005 | 32,92 | 6,95  | 49,84 | 4,81 |       | 40,61     |
| 2009 | 25,50 | 2,85  | 67,50 | 2,31 |       | 38,40     |
| 2013 | 26,80 | 26,80 | 49,30 | 4,50 | 11,70 | 46,80     |
| 2017 | 34,01 | 34,01 | 49,10 | 5,80 | 6,70  | 45,50     |

### Eleições autárquicas (Assembleia da Freguesia)[7][6]
| Data | Vereadores | Vereadores | Vereadores | Vereadores | Vereadores |
| Data | PSD        | CDS        | PS         | CDU        | Indep      |
| 2005 | 6          | 0          | 7          | 0          |            |
| 2009 | 5          |            | 8          | 0          |            |
| 2013 | 5          | 5          | 7          | 0          | 1          |
| 2017 | 6          | 6          | 6          | 0          | 1          |

### Eleições legislativas[8][9][10]
| Data | %     | %     | %     | %    | %    | %    | %         |
| Data | PSD   | CDS   | PS    | BE   | CDU  | PAN  | Abstenção |
| 2005 | 38,74 | 10,55 | 38,48 | 4,71 | 2,65 |      | 32,69     |
| 2009 | 35,31 | 14,37 | 34,03 | 7,62 | 3,07 |      | 39,48     |
| 2011 | 48,27 | 13,40 | 21,43 | 3,97 | 4,08 | 1,24 | 41,20     |
| 2015 | 51,99 | 51,99 | 24,51 | 8,56 | 4,12 | 1,16 | 44,13     |
| 2019 | 35,42 | 6,96  | 29,64 | 8,73 | 3,01 | 2,71 | 47,29     |

### Eleições presidenciais[11]
| Data                    | %       |
| Data                    | 2016    |
| Marcelo Rebelo de Sousa | 65,73 % |
| Sampaio da Nóvoa        | 15,34 % |
| Marisa Matias           | 8,29 %  |
| Maria de Belém          | 3,62 %  |
| Vitorino Silva          | 2,77 %  |
| Outros candidatos       | 4,77 %  |

## Festas e romarias
- Festa em Honra de Nossa Senhora do Rosário (2º fim-de-semana de agosto), Pinheiro
- Festa de Nossa Senhora do Bom Despacho (Último fim-de-semana de julho), Lourinha
- Festa de Nossa Senhora da Piedade (1º fim-de-semana de agosto), Ourém
- Festa dos Pinhões ou Nossa Senhora do Livramento (fevereiro - Domingo magro), Vale Travesso
- Festas da Cidade (Feriado Municipal 20 de junho), Ourém
- Festa de São João Baptista (Fim de semana próximo de 24 de junho), Vilões
- Festa de Nossa Senhora das Mercês (3º fim de semana de setembro), Alqueidão
- Feira de Santa Iria (última semana de outubro), Ourém

## Coletividades
- Academia de Música Banda de Ourém
- Agrup. 977 Corpo Nacional de Escutas
- Ass. Reformados e Pensionistas de Ourém
- Associação Cultura e Desporto do Vale Travesso
- Associação Cultural Amigos da Farra
- Associação de Artistas e Artesãos Oureenses
- Centro Recreativo e de Convívio das Louças
- Clube Académico Conde de Ourém
- Clube Atlético Oureense
- Conservatório de Música de Ourém
- Juventude Ouriense
- Moto Clube de Ourém
- Ourearte - Escola de Música e Artes de Ourém
- Rancho Folclórico Danças e Cantares de Vale Travesso
- União Desportiva do Pinheiro e Cabiçalva
- União Desportiva e Cultural do Alqueidão
- Vespourém - Clube Vespas de Ourém
- União Desportiva de Ourém

## Património
- Louças
- Capela do Pinheiro e Cabiçalva
- Capela de Nossa Senhora do Bom Despacho